# Klasztor Panny Marii
Klasztor Panny Marii (arab.  دير السيدة العذراء بالمحرق, Dajr al-Muharrak, Dayr al-Muḩarrak = Spalony klasztor) – koptyjski klasztor pod wezwaniem Najświętszej Marii Panny, położony w El-Qusiya, w muhafazie Asjut w północnym Egipcie (60 km od Asjut i 327 km na południe od Kairu). Tradycja kościoła koptyjskiego utożsamia miejsce, w którym zlokalizowany jest klasztor, z jedną z lokalizacji, w których miała się mieszkać Święta Rodzina podczas prześladowań Heroda Wielkiego. Klasztor funkcjonuje od IV w. do czasów współczesnych.

## Lokalizacja i nazwa
Klasztor Panny Marii położony jest w El-Qusiya (Qusquam), w muhafazie Asjut w północnym Egipcie (60 km od Asjut i 327 km na południe od Kairu). Lokalizacja klasztoru jest stosunkowo nietypowa, bowiem większość eremów koptyjskich w Egipcie była lokowana na pustyni (Wadi an-Natrun, pustynia Arabska). W języku arabskim erem nazywany jest Dajr al-Muharrak, Dayr al-Muḩarrak, co oznacza Spalony klasztor. Określenie to nawiązuje do częściowego spalenia klasztoru przez najeźdźców w wiekach średnich. Wspólnota klasztorna składa się z około 120 mnichów. Na przestrzeni stuleci, z tej wspólnoty zakonnej wywodziło się czterech koptyjskich patriarchów Aleksandrii.

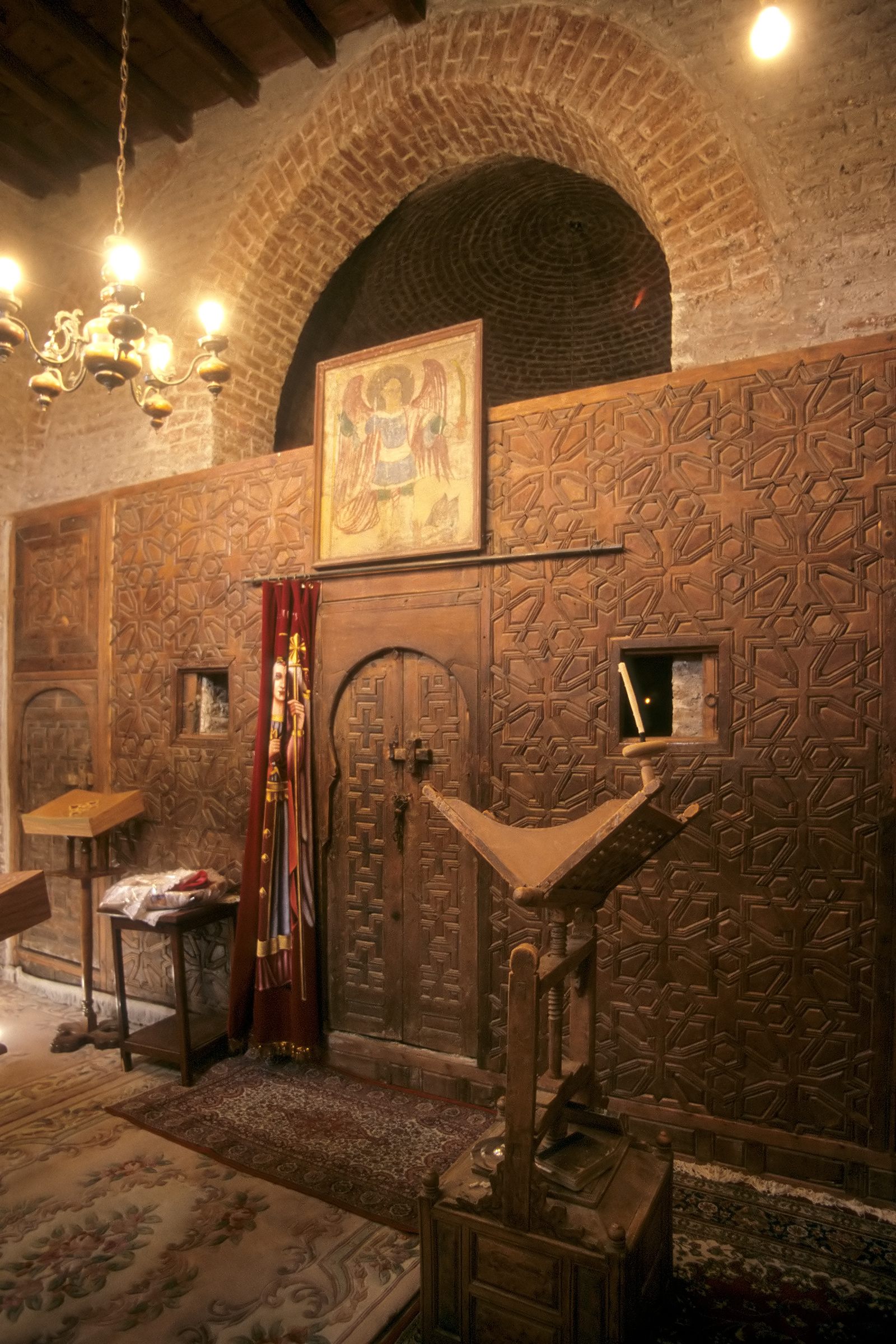
Kościół św. Michała w donżonie

## Historia
Zgodnie z tradycją koptyjską, klasztor został wzniesiony w miejscu, które miało stanowić jedną z wielu lokalizacji, w których miała się zatrzymać Święta Rodzina i mieszkać przez 6 miesięcy i 10 dni po ucieczce z Palestyny podczas prześladowań Heroda Wielkiego. 
Do wsi El-Qusiya mieli dotrzeć drogą wodną, płynąc z Maadi do Górnego Egiptu łodzią. Tradycja stanowi, że klasztorny kościół Namaszczenia (church of al Azraq) jest wzniesiony w miejscu groty, która miała stanowić schronienie i ma być najstarszym chrześcijańskim miejscem sprawowania kultu, konsekrowanym około 60 roku. Koptowie nazywają to miejsce „Drugim Betlejem”. Bardziej pewnym jest fakt istnienia w tym miejscu wspólnoty eremickiej w IV wieku. Założenie tej wspólnoty przypisywane jest twórcy pierwszej reguły zakonnej Pachomiuszowi Starszemu (Anba Bakhum), lub jego bezpośrednim następcom. Wspólnota klasztorna kultywuje kulturę i język koptyjski. Do XIX wieku mnisi (było ich wówczas w klasztorze 190) mówili w tym języku. Współcześnie, w przeciwieństwie do innych klasztorów koptyjskich, w których liturgia sprawowana jest po arabsku, językiem liturgicznym jest język koptyjski.

## Architektura
Klasztor zajmuje teren o kształcie trapezoidalnym, o wymiarach 275m × 155m. Klasztorny kościół Najświętszej Marii Panny, zwany także kościołem Namaszczenia, jest datowany na XII-XIII lub XVI wiek. W kościele zachowany jest ołtarz w kształcie steli, datowany na 11 grudnia 747. Nietypowym rozwiązaniem architektonicznym jest wyposażenie go w dwa ikonostasy. Zlokalizowany w pobliżu czterokondygnacyjny, klasztorny donżon pochodzi z VII wieku i był przebudowywany w XII i XX w. Wieża była przygotowana na czas wrogich najazdów i była wyposażona tak, by wspólnota mogła w niej funkcjonować przez dłuższy czas. Jest w niej także kościół (pod wezwaniem św. Michała), refektarz, a nawet miejsce pochówków. Klasztorny kościół św. Jerzego (Mar Girgis) został wzniesiony w 1880 za zgodą sułtana Imperium Osmańskiego, zaś w 1964 poświęcono kolejny, nowy kościół pod wezwaniem Najświętszej Marii Panny.